# Wojna Yamassee
Wojna Yamassee – wojna Indian z plemion Yamassee wspomaganymi przez wojowników Creek, którzy w 1715 zaatakowali kolonię Karolinę Południową, głównie okolice osiedla Charleston.
Brak wspólnego frontu Indian - Czirokezi pozostali neutralni - doprowadził do klęski Yamassee. W wyniku wojny wycofali się oni na południe łącząc się z plemieniem Creek, a następnie już z nimi cofnęli się na zachód, nad rzekę Chattahoochee, opuszczając terytoria, na których powstała potem kolonia Georgia.